# C'est dur d'être un homme : L'Indécis
Série C'est dur d'être un homme
C'est dur d'être un homme : La Promesse
(1981) C'est dur d'être un homme : Le Conseiller
(1982)
Pour plus de détails, voir Fiche technique et Distribution.
C'est dur d'être un homme : L'Indécis (男はつらいよ 寅次郎あじさいの恋, Otoko wa tsurai yo: Torajirō ajisai no koi) est un film japonais réalisé par Yōji Yamada et sorti en 1982. C'est le 29e film de la série C'est dur d'être un homme.

## Fiche technique
- Titre : C'est dur d'être un homme : L'Indécis[1]
- Titre original : 男はつらいよ 寅次郎あじさいの恋 (Otoko wa tsurai yo: Torajirō ajisai no koi?)
- Réalisation : Yōji Yamada
- Scénario : Yōji Yamada et Yoshitaka Asama
- Photographie : Tetsuo Takaha (ja)
- Montage : Iwao Ishii (ja)
- Musique : Naozumi Yamamoto
- Décors : Mitsuo Degawa
- Producteur : Kiyoshi Shimazu et Tetsuo Sao
- Société de production : Shōchiku
- Pays de production :  Japon
- Langue originale : japonais
- Format : couleur — 2,35:1 — 35 mm — son mono
- Genres : comédie dramatique ; romance
- Durée : 110 minutes[2] (métrage : huit bobines - 3 010 m[2])
- Dates de sortie :
  - Japon : 7 août 1982[2]

## Distribution
- Kiyoshi Atsumi : Torajirō Kuruma / Tora-san
- Chieko Baishō : Sakura Suwa, sa demi-sœur
- Masami Shimojō (ja) : Ryūzō Kuruma, son oncle
- Chieko Misaki (ja) : Tsune Kuruma, sa tante
- Gin Maeda (en) : Hiroshi Suwa, le mari de Sakura
- Hidetaka Yoshioka : Mitsuo Suwa, le fils de Sakura et de Hiroshi
- Ayumi Ishida : Kagari
- Kataoka Nizaemon XIII (ja) : Sakujiro Kano, céramiste et Trésor national vivant du Japon
- Akira Emoto : Kondo, le disciple de Sakujiro Kano
- Masane Tsukayama : Kanbara, un ancien disciple de Sakujiro Kano
- Seiichi Taguchi (ja) : le peintre qui écrit une lettre pour Tora-san
- Tsuyako Okajima (ja) : la femme âgée employée chez Sakujiro Kano
- Tokuko Sugiyama (ja) : la mère de Kagari
- Hisao Dazai (ja) : Umetarō Katsura, le voisin imprimeur
- Gajirō Satō (ja) : Genko
- Chishū Ryū : Gozen-sama, le grand prêtre

## Distinctions

### Récompenses
- 1982 : Hōchi Film Award du meilleur acteur dans un second rôle pour Akira Emoto[3],[4]
- 1983 : Blue Ribbon Award du meilleur acteur dans un second rôle pour Akira Emoto[5]

### Nominations
- 1983 : prix de la meilleure actrice pour Ayumi Ishida, du meilleur acteur dans un second rôle pour Akira Emoto et de la meilleure musique de film pour Naozumi Yamamoto aux Japan Academy Prize[6]